# Maude Adams
Maude Adams (nome artístico de Maude Ewing Adams Kiskadden (Salt Lake City, 11 de novembro de 1872 – Nova York, 17 de julho de 1953) foi uma atriz norte-americana.
Adams ficou famosa com sua interpretação de Peter Pan, seu primeiro papel na Broadway, em 1905, na peça Peter and Wendy. A personalidade de Adams atraiu um grande público e a ajudou a se tornar a artista mais bem-sucedida e mais bem paga de sua época, com uma renda anual de mais de um milhão de dólares durante seu auge.
Começando a atuar ainda criança, acompanhando a mãe que também era atriz em turnê no teatro, aos 16 anos Adams estreou no teatro com o agenciamento de Charles Frohman. Ela se tornou bastante popular atuando junto de John Drew Jr. durante a década de 1890. No começo de 1897, Adams estrelou em peças de J. M. Barrie, incluindo The Little Minister, Quality Street, What Every Woman Knows e Peter Pan.
Tais produções a tornaram uma das mais populares atrizes dos Estados Unidos. Seu último papel na Broadway foi em 1916, na peça A Kiss for Cinderella, também de Barrie. Após uma aposentadoria que durou 13 anos, ela retornou aos palcos em peças de Shakespeare, tendo lecionado drama e atuação no Missouri. Ela se aposentou novamente e foi morar em uma vila remota no estado de Nova York.

## Biografia
Adams nasceu em 1872, em Salt Lake City, no ainda Território de Utah. Era filha da atriz Annie Adams e de James Henry Kiskadden, que trabalhou em banco e em minas de Utah. Pouco se sabe sobre seu pai, que morreu quando Adams era muito pequena. Seu pai tinha origem escocesa e apesar de ser natural de Utah, não era mórmon. Adams também era descendente de John Howland, do Mayflower.
Com apenas dois meses de vida, Adams esteve nos palcos na peça The Lost Baby, no Teatro Brigham Young, em Salt Lake City. Ela apareceu de novo, aos nove meses, nos braços da mãe em uma peça. Mesmo com a objeção do pai, Adams começou a atuar ainda criança, adotando o nome de solteira da mãe como seu nome artístico.

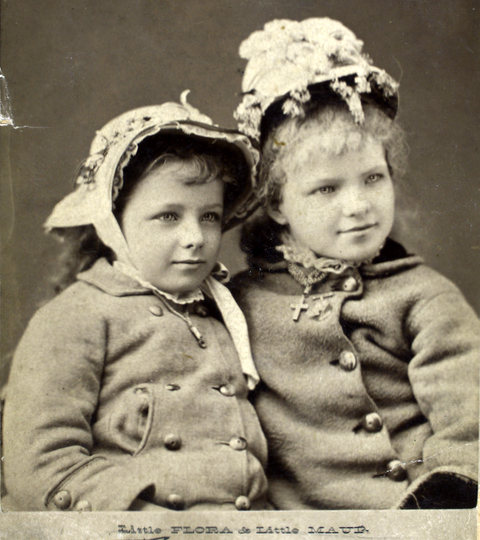
Adams (esquerda) e Flora Walsh em The Wandering Boys, em San Francisco, 1880

Elas excursionaram por todo o oeste dos EUA com uma trupe teatral que se apresentou em áreas rurais, cidades mineradoras e algumas cidades grandes. Aos cinco anos, Adams estreou nos teatros de San Francisco em Fritz, Our German Cousin e em A Celebrated Case. Aos 9 anos, Adams foi morar com a avó mórmon e seus primos em Salt Lake City enquanto sua mãe permaneceu em San Francisco.
Não se sabe se Adams se identificava como mórmon como sua mãe. Ela nunca foi batizada como presbiteriana, ainda que estudasse em uma escola desta denominação. Posteriormente, Adams faria longos retiros em conventos católicos e em 1922 chegou a doar uma propriedade no lago Ronkonkoma, em Nova York, para a a Ordem das Irmãs do Cenáculo, que se tornou um retiro e um noviciado. Ainda assim, Adams nunca se converteu ao catolicismo e nunca discutiu religião em entrevistas.
Adam estreou nos palcos de Nova York aos dez anos na peça Esmeralda, retornando brevemente para a Califórnia. Depois ela voltou para Salt Lake City, para a casa da avó, onde estudou no Westminster College. Adams gostava das pessoas da cidade, dizendo que eram dignas e gentis.

## Carreira

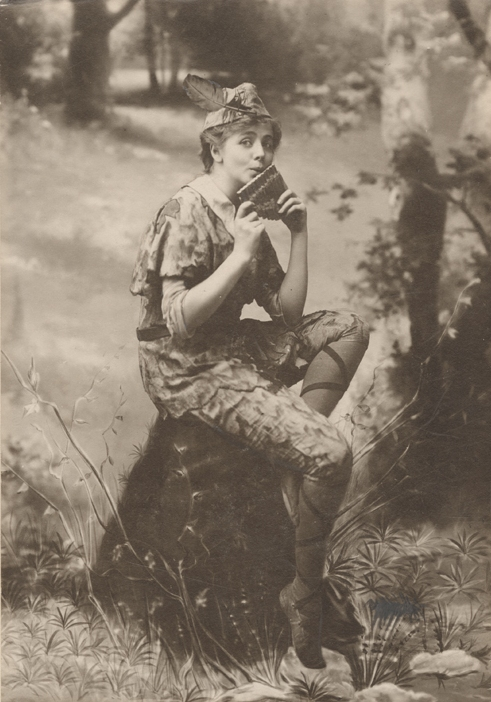
Adams como Peter Pan

Adams retornou para a cidade de Nova York City aos 16 anos para atuar em The Paymaster. Ela então integraria a companhia de teatro de Boston de E. H. Sothern, onde atuou em The Highest Bidder e em Lord Chumley em 1888. Charles H. Hoyt então a escalou para A Midnight Bell, onde a audiência logo notou a jovem atriz. Em 1889 Hoyt percebeu que tinha uma estrela em potencial em seu teatro e ofereceu a ela um contrato de cinco anos de exclusividade, o que Adams negou para continuar trabalhando com Charles Frohman, que se tornaria seu agente daí em diante. Adams logo abandonaria os papéis juvenis e atuaria em papéis adultos, inclusive ao lado da mãe.
Em 1890, Frohman pediu a David Belasco e a Henry Churchill de Mille (pai de Cecil B. de Mille), que escrevesse um papel especialmente para Adams em sua nova peça, Men and Women, com produção de Frohman. No ano seguinte, ela apareceu na peça The Lost Paradise. Em 1892, John Drew Jr., uma das estrelas dos palcos na época, rompeu sua parceria de 18 anos com Augustin Daly e entrou para ainda a companhia de Frohman, que colocou Adams e Drew juntos em várias peças, começando com The Masked Ball e Rosemary, em 1896. Nos próximos cinco anos, ela foi a principal atriz da companhia de John Drew.
Seu trabalho foi bastante elogiado por críticos e pelo público por seu charme, delicadeza e simplicidade nos palcos. The Masked Ball estreou em 8 de outubro de 1892. O público pagou ingresso para assistir a estrela, John Drew Jr., mas saiu encantada com a atuação de Adams. Adams acabou chamada de volta aos palcos para 12 sessões de aplausos.
Adams atuou em peças menos famosas e menos aclamadas, mas em 1896 fez um retorno triunfante em Rosemary, uma comédia sobre a fuga fracassada de um jovem casal, abrigado durante a noite por um homem mais velho (Drew). A peça recebeu elogios da crítica e foi um sucesso de bilheteria.

## Estrelato

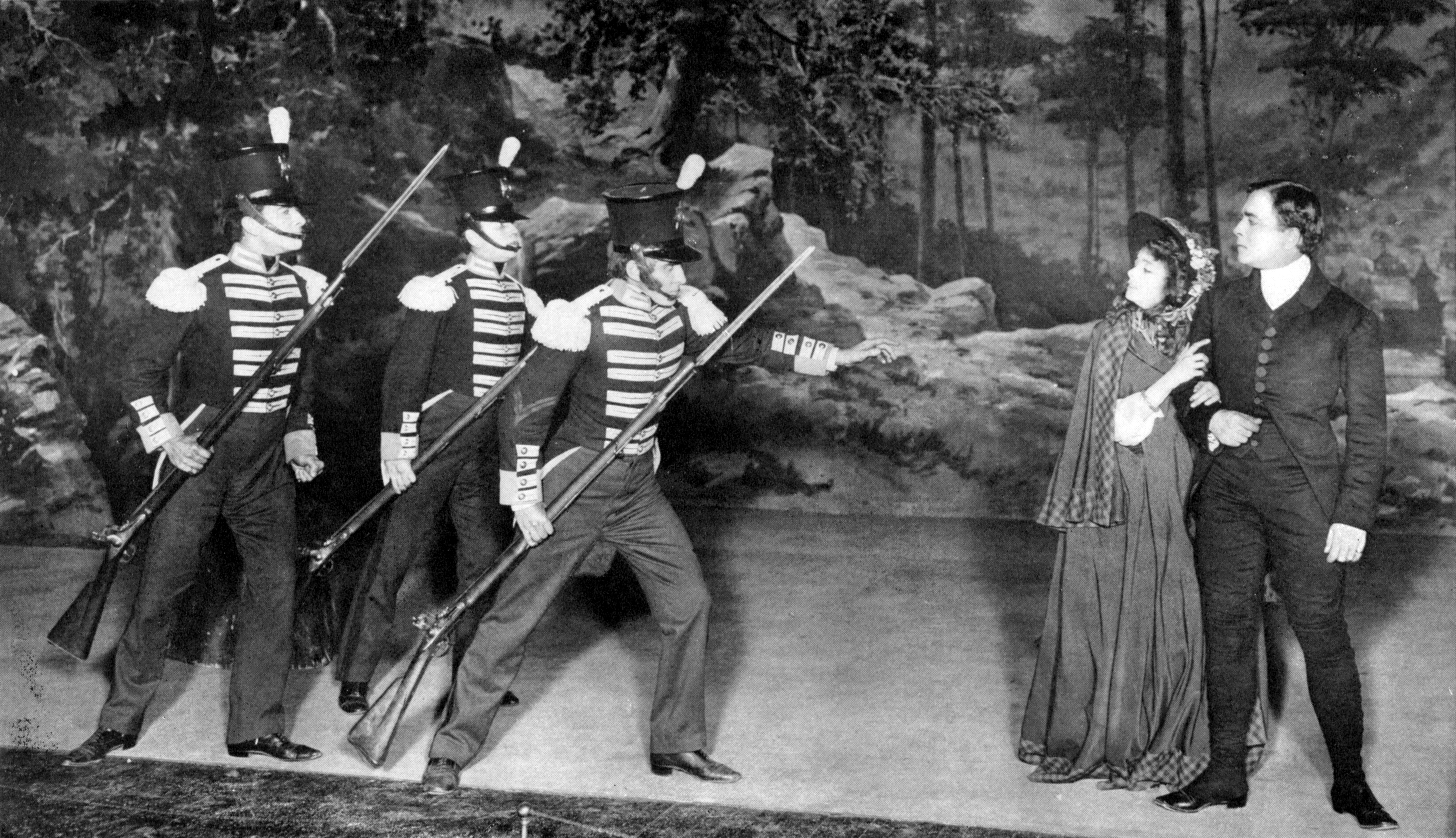
Adams e Robert Edeson na produção da Broadway The Little Minister (1897)

Frohman pressionava J. M. Barrie (futuro autor de Peter Pan) a adaptar seu famoso livro The Little Minister, que se passa nos Estados Unidos colonial, para os palcos. Barrie, por sua vez, resistia, porque acreditava que não existia atriz capaz de intrepretar Lady Babbie. Em uma viagem a Nova York em 1896, Barrie assistiu a peça Rosemary e decidiu que Adams era a atriz certa para o papel de Lady Babbie.
Frohman temia que os aspectos masculinos do livro pudessem ofuscar o papel de Adams. Com o consentimento de Barrie, várias cenas importantes foram alteradas para favorecer Lady Babbie. A peça estreou em 1897 no Teatro Empire e foi um tremendo sucesso, com mais de 300 apresentações em Nova York, estabelecendo um recorde de bilheteria para o teatro na época, com 370 mil dólares de arrecadação.
Um outro papel de outra peça de Barrie, Peter and Wendy, tinha o personagem com quem Adams mais se identificava. Ela foi a primeira atriz a interpretar Peter Pan na Broadway. Apenas alguns dias depois que o elenco foi anunciado, porém, Adams fez uma apendicectomia de emergência e não se sabia se sua saúde permitiria que ela assumisse o papel conforme planejado. Peter Pan estreou em 16 de outubro de 1905 no National Theatre, em Washington, D.C., com pouco sucesso. Assim que se mudou para os palcos da Broadway, a peça deslanchou.
Adams apareceu no papel na Broadway várias vezes na década seguinte. A gola de seu figurino de Peter Pan de 1905, que ela co-desenhou, foi um sucesso de moda imediato e passou a ser conhecido como "a gola de Peter Pan", que ainda faz sucesso no meio fashion.
Adams atuaria em várias peças de Barrie, como Quality Street(1901), What Every Woman Knows (1908), The Legend of Leonora (1914), e A Kiss for Cinderella (1916). Também atuou em Romeu e Julieta, em 1899. Enquanto Adams era profusamente aplaudida pelo público, os críticos geralmente não gostava de seu trabalho. O crítico Alan Dale, revisando sua estreia no papel no Empire Theatre, chamou seu inglês elizabetano de "grotesco às vezes" e comentou que Adams havia se apresentado com um "ronronar bonito", não clássico. Por outro lado, ele descreveu sua performance como "romântica", "sublime" e "não afundando sob as ondas".
Romeu e Julieta foi seguida de L'Aiglon em 1900, uma produção francesa sobre a vida de Napoleão II da França, onde Adams interpreta o papel principal, prenunciando seu futuro papel como o garoto Peter Pan. A peça estreou em Paris, com Sarah Bernhardt e ótimas críticas, mas a versão norte-americana de Adams recebeu críticas mornas. Em 1909, ela intreptou Joana d'Arc na peça de Friedrich Schiller The Maid of Orleans. A produção foi grandiosa e estreou no teatro da Universidade Harvard.
Em 1911, Adams estrelou outra peça francesa, Chantecler, a história de um galo que acredita que seu canto faz o sol nascer. Adams se saiu um pouco melhor nesta produção do que em "L'Aiglon" com os críticos, mas o público novamente a abraçou, em uma ocasião dando-lhe 22 sessões de aplausos. Adams mais tarde o citou como seu papel favorito, com Peter Pan em segundo lugar.

## Últimos anos

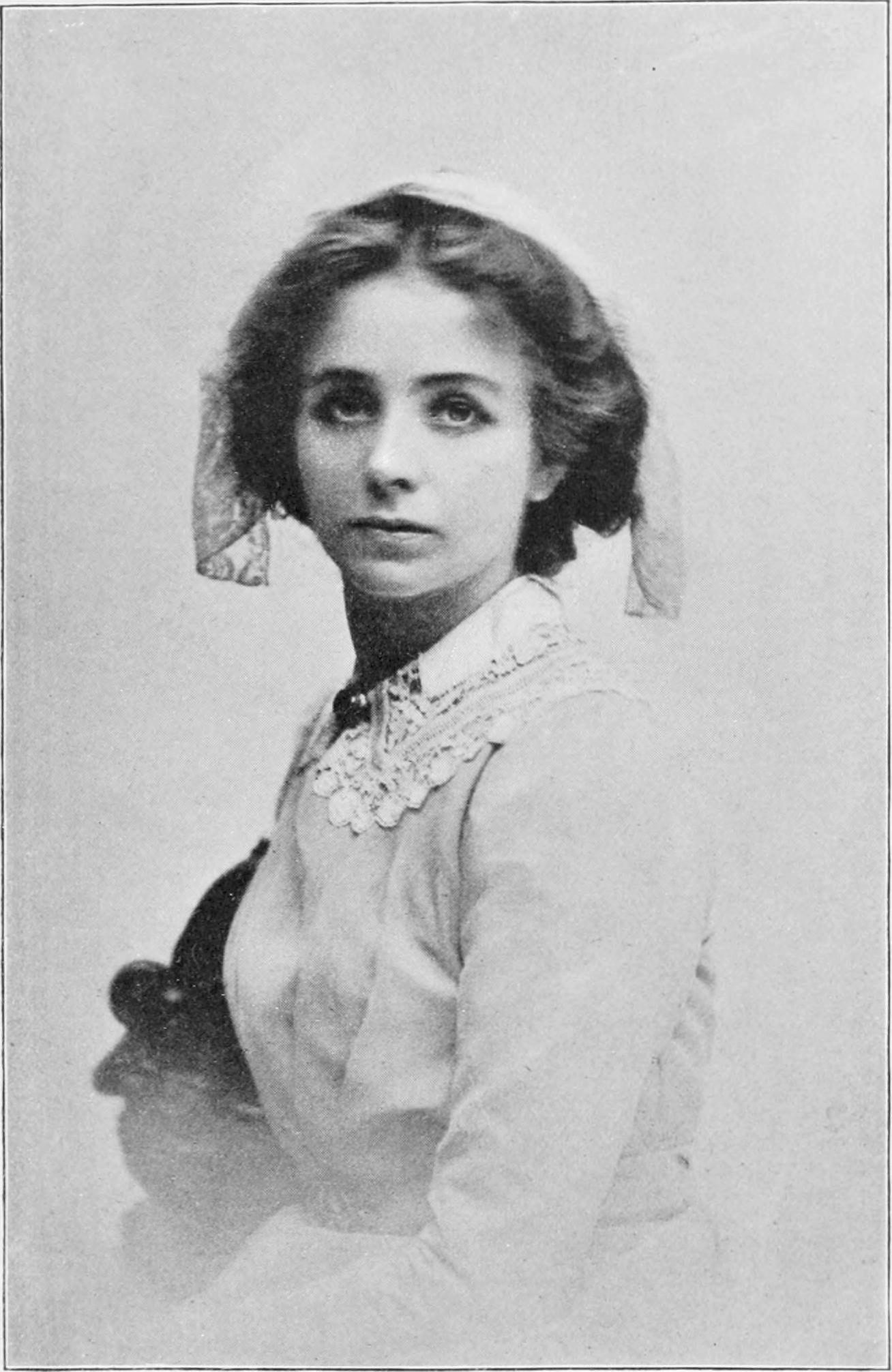
Adams como Phoebe em Quality Street (1901)

Adams se aposentou em 1918 após um grave acesso de influenza. A iluminação do palco logo se tornaria o padrão da indústria do cinema com o advento dos filmes falados no final dos anos 1920. Nesta década, ela trabalhou com a General Electric para patentear uma melhorada e mais poderosa iluminação para os palcos e com a Eastman Company para o desenvolvimento da fotografia colorida. Acredita-se que sua motivação para se associar a essas empresas de tecnologia era por desejar aparecer em uma versão colorida para o cinema de Peter Pan, e isso exigiria uma melhor iluminação e técnicas para fotografia colorida.
Após 13 anos afastada dos palcos, Adams retomou à carreira, atuando em produções locais de peças de Shakespeare, incluindo O Mercador de Veneza, em Ohio, em 1931 e Noite de Reis, em 1934, no Maine.
Descrita como uma pessoa tímida Adams foi a epítome original do arquétipo de Greta Garbo de "uma mulher sozinha". Seu estilo de vida durante a aposentadoria, incluindo a ausência de relacionamentos com homens, contribuiu para a imagem pública virtuosa e inocente promovida por Frohman e se refletiu em seus papéis de maior sucesso. Biógrafos concluíram que Adams era lésbica.
Adams teve dois relacionamentos de longo prazo que só terminaram com a morte de suas parceiras: Lillie Florence, do início da década de 1890 até 1901, e Louise Boynton, editora e jornalista, de 1905 a 1951. Acredita-se que ela tenha tido um relacionamento com Spring Byington. Adams era conhecida por às vezes complementar os salários de colegas artistas com seu próprio salário. Certa vez, durante uma turnê, o dono de um teatro aumentou significativamente o preço dos ingressos, sabendo que o nome de Adams significava uma casa lotada. Adams fez o proprietário reembolsar a diferença antes de aparecer no palco naquela noite.
De 1937 a 1949, Adams foi diretor do departamento de drama do Stephens College, no Missouri, conhecida por ser uma professora inspiradora.
Após sua aposentadoria dos palcos, Adams tentou papéis ocasionais no cinema. O mais próximo que ela chegou de um filme foi em 1938, quando o produtor David O. Selznick a persuadiu a fazer um teste para o filme The Young in Heart. Porém as negociações não foram bem-sucedidas e o papel principal ficou com Minnie Dupree.

## Morte
Adams morreu em 17 de julho de 1953, em sua casa na vila de Tannersville, em Nova York, aos 80 anos devido a um infarto. Ela foi sepultada no cemitério da Ordem das Irmãs do Cenáculo, em Lago Ronkonkoma. Louise Boynton foi sepultada ao seu lado.
| “ | Não tenha medo do fracasso; tenha medo do sucesso insignificante. | ” |

## Na cultura popular
A personagem Elise McKenna, no livro de 1975 de Richard Matheson, Bid Time Return e sua adaptação para o cinema de 1980, Somewhere in Time (interpretada pela atriz Jane Seymour), foi inspirada na carreira de Adams.

## Produções da Broadway
- The Paymaster – 1888
- Lord Chumley – 1888
- A Midnight Bell – 1889
- Men and Women – 1890
- The Masked Ball – 1892
- The Butterflies – 1894
- The Bauble Shop – 1894
- The Imprudent Young Couple – 1895
- Christopher, Jr. – 1895
- The Squire of Dames – 1896
- Rosemary – 1896

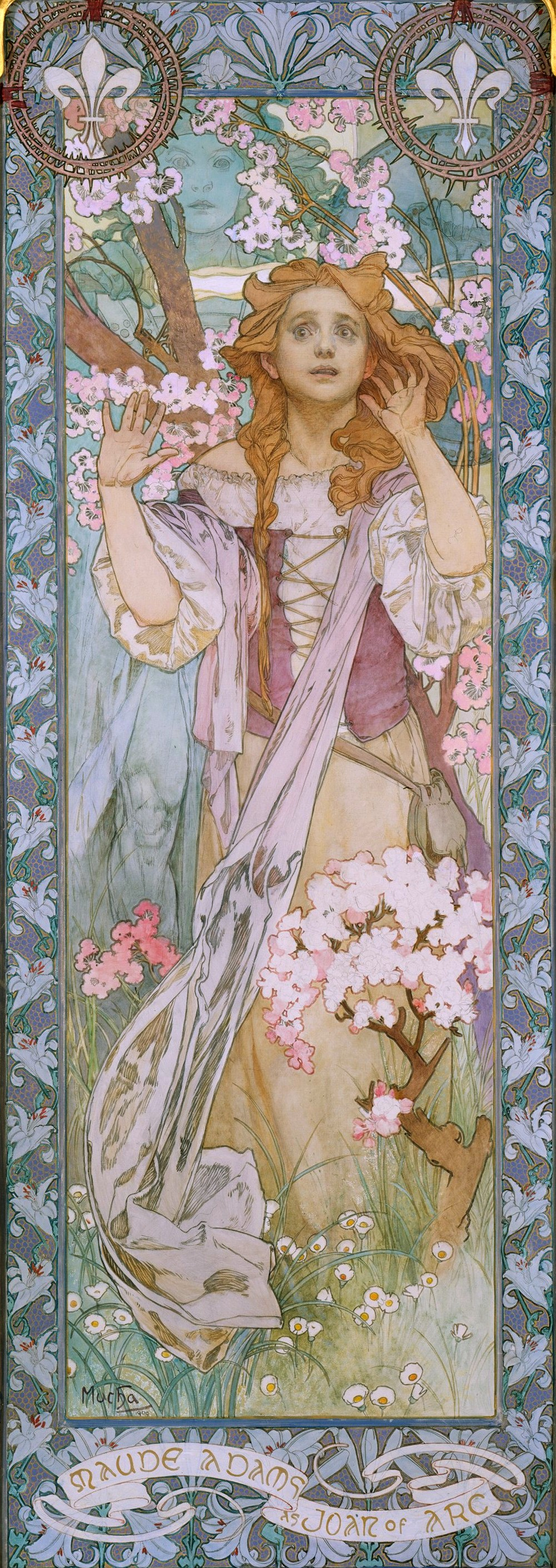
Adams como Joan d'Arc, por Alphonse Mucha (1909)

- The Little Minister – 1897 and 1904
- Romeu e Julieta – 1899
- L'Aiglon – 1900
- Quality Street – 1901
- The Pretty Sister of Jose – 1903
- 'Op o' Me Thumb – 1905
- Peter Pan – 1905, 1906, 1912 e 1915
- Quality Street – 1908
- The Jesters – 1908
- The-Merry-Go-Round – 1908
- What Every Woman Knows] – 1908
- Chantecler – 1911
- The Legend of Leonora – 1914
- The Little Minister – 1916
- A Kiss for Cinderella – 1916

## Galeria

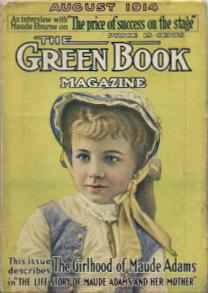
Capa da revista Green Book de agosto de 1914, com Maude Adams ainda criança na capa
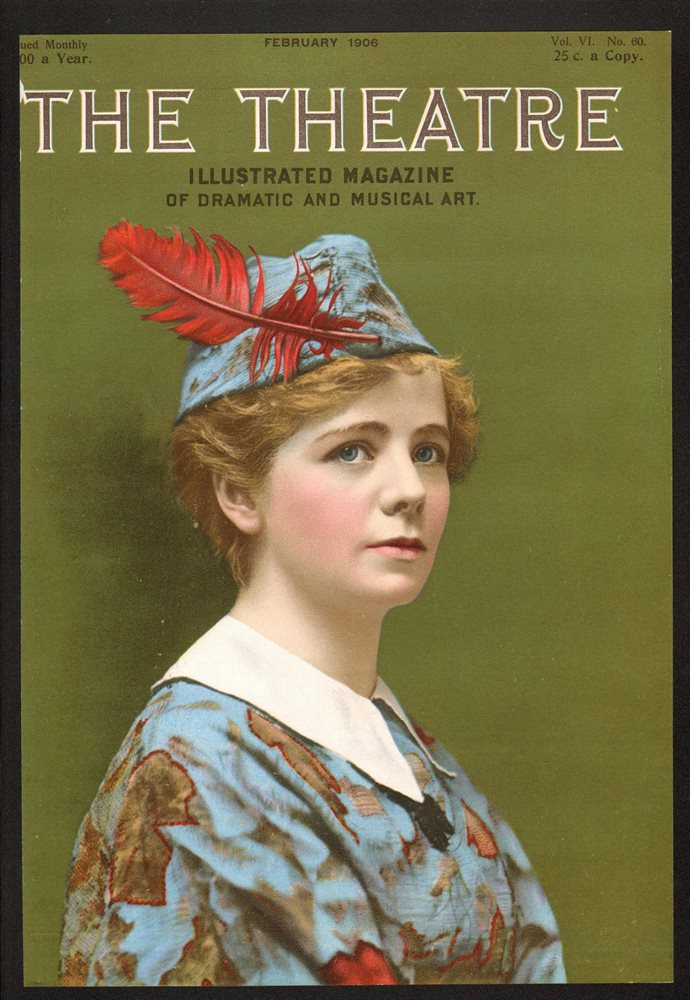
Maude Adams na capa da revista Teatro, de fevereiro de 1906, como Peter Pan
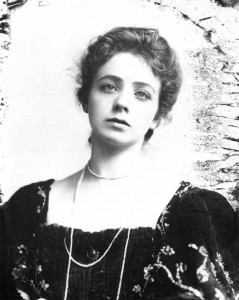
Capa do livro de Maude Adams, de Charles Frohman, 1880-1915
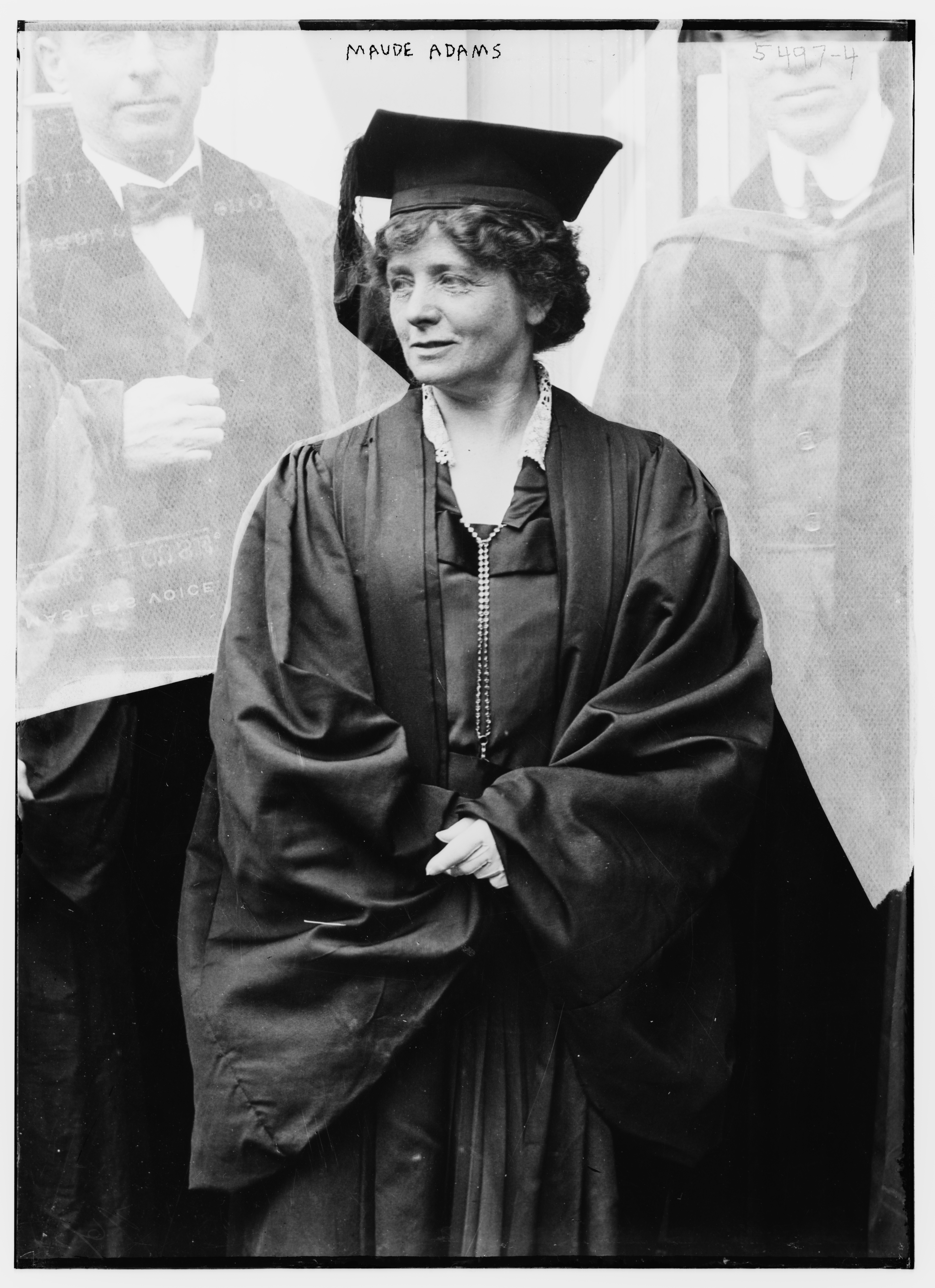
Retrato de Maude Adams, antes de 1917
- Maude Adams, c. 1921